# 1849 Kresák
1849 Kresák là một tiểu hành tinh vành đai chính với chu kỳ quỹ đạo là 1952.7442403 ngày (5.35 năm).
Nó được phát hiện ngày 14 tháng 1 năm 1942.